# 玛丽耶·沙克
玛丽亚·伦斯克"玛丽耶"·沙克（荷蘭語：[maːˈritɕə ˈsxaːkə]；1978年10月28日—）是荷兰政治家，2009年至2019年间担任荷兰选区的欧洲议会议员。她隶属于六六民主党，该党是欧洲自由民主联盟党成员。
沙克被任命为斯坦福大学网络政策中心国际政策主任，同时担任该校以人为本人工智能研究所的国际政策研究员。
《华尔街日报》称她为“欧洲最懂网络的政治家”，而CNN则称其为“荷兰政坛新星”，是民粹主义盛行的当下仍坚持为自由主义和全球化发声的少数人之一。2017年入选“Politico 28”最具影响力人物。2019年卸任前夕，《政治》杂志将其评为2014-2019年间最重要的40位欧洲议会议员之一。该杂志称其为“数字政策领域的核心议员”，并被视为荷兰外交部长的潜在人选。杂志还称其为“网络安全领域的领军议员”。2017年，她曾受邀作为公民领袖在奥巴马基金会峰会上发言。
她在《金融时报》、《卫报》和彭博新闻社发表评论文章，并为《金融时报和荷兰《NRC商报》经济版撰写双周专栏。

## 教育与早期生涯
沙克在莱顿长大，就读于海牙蒙台梭利中学。后赴美国俄亥俄州威滕伯格大学学习通识教育，继而在阿姆斯特丹大学攻读社会学、美国研究和新媒体。曾在前南斯拉夫问题国际刑事法庭实习，后获得美国众议院兰托斯奖学金，专注国际关系和人权议题。
从政前，沙克曾任美国驻荷兰大使及华盛顿特区领导会议民权基金会主席的独立顾问，并为荷兰外交部、文化机构和公司提供咨询服务，专攻跨大西洋关系、文化多元性、文化融合、公民权利及西方穆斯林等议题。2007年因人权领域的杰出领导获颁巴尼·卡班克纪念奖。

## 政治生涯

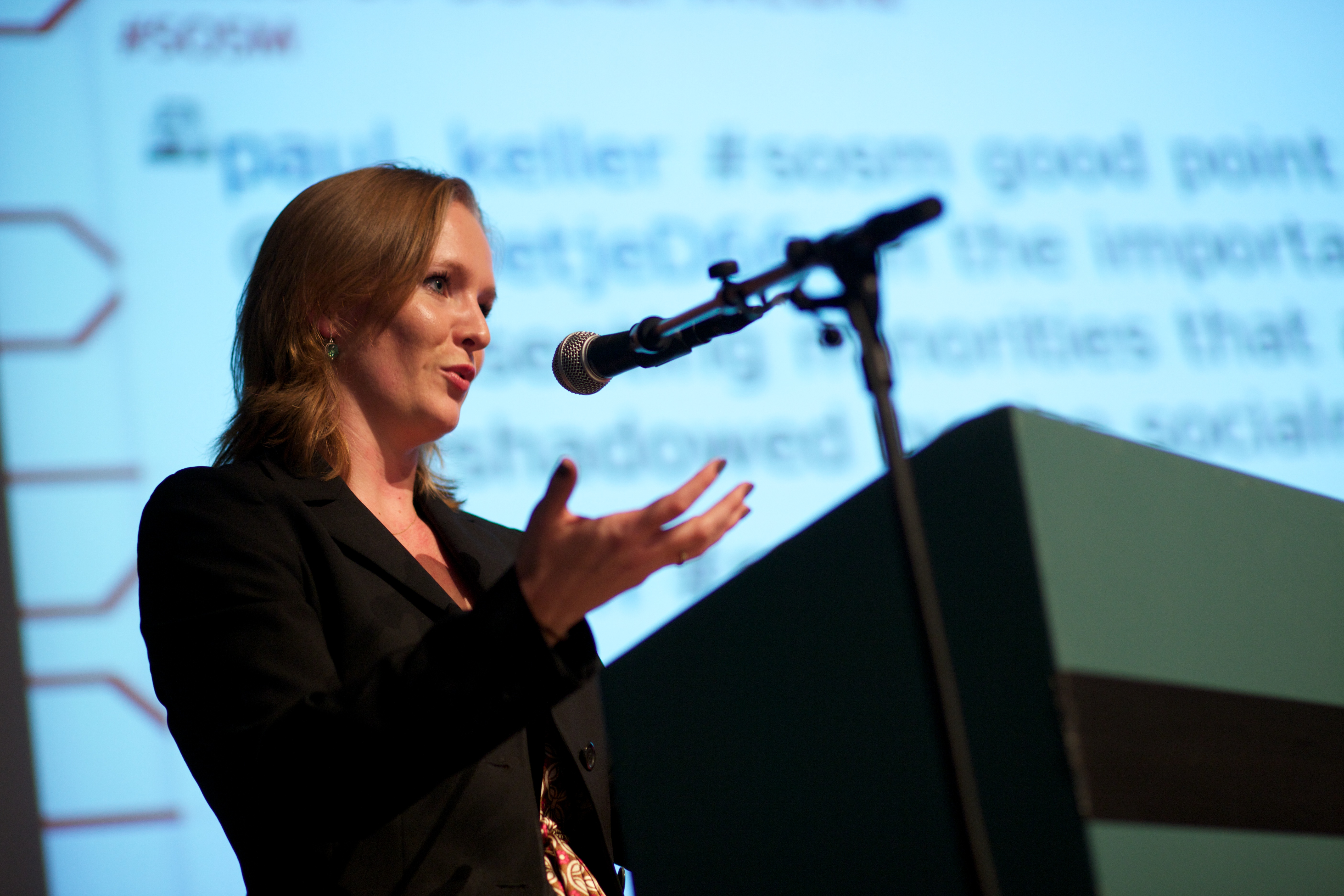
2010年的玛丽耶·沙克

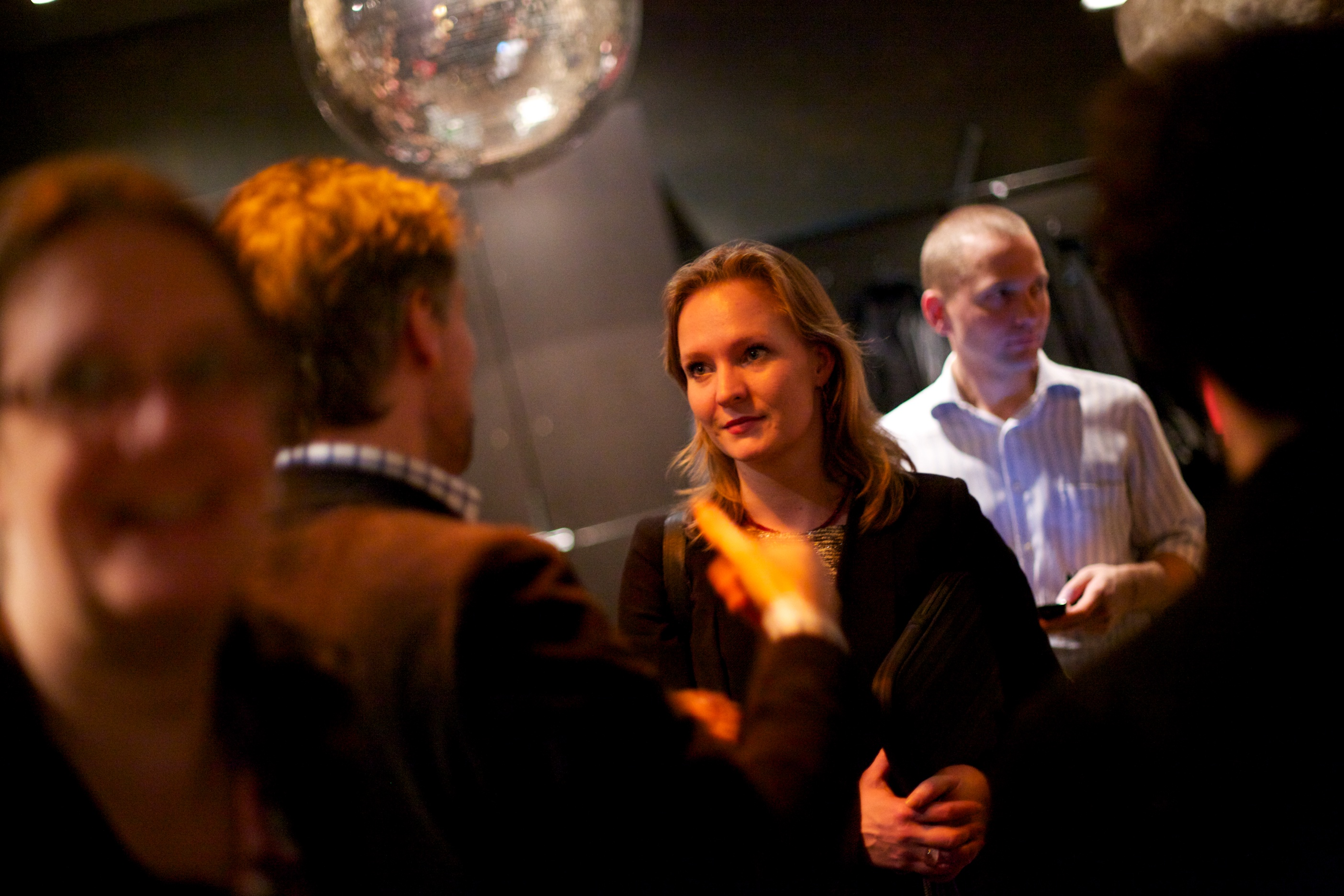
2012年的玛丽耶·沙克

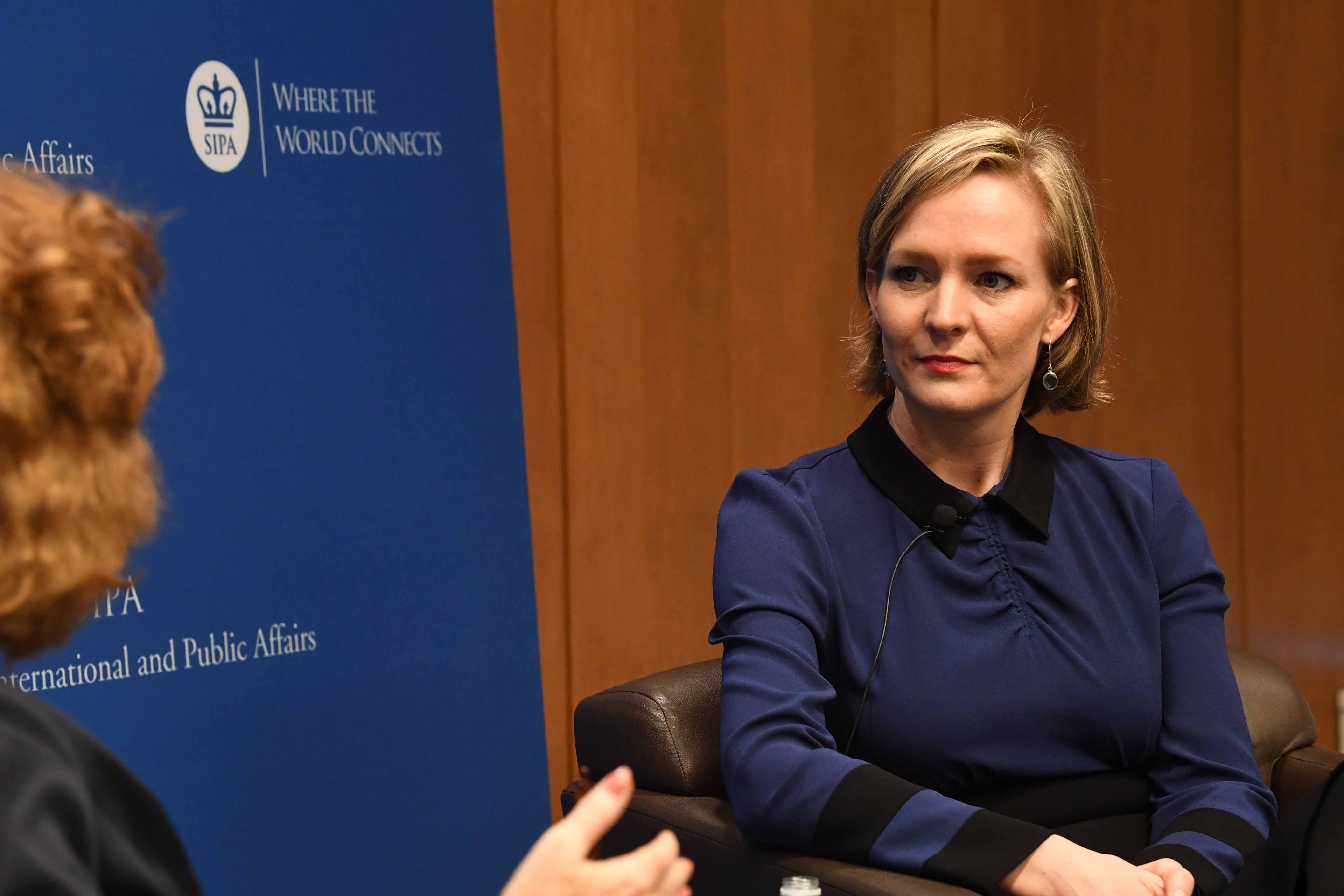
2018年在哥伦比亚大学演讲的玛丽耶·沙克

2008年秋，沙克被提名为荷兰政党六六民主党的欧洲议会议员候选人。在2009年欧洲议会选举中，30岁的沙克当选，当时D66赢得三个席位。在2014年选举中，她成功连任。
在欧洲议会，沙克担任欧洲议会国际贸易委员会（INTA）的欧洲自由民主联盟党协调员，并作为该党团发言人参与《欧盟-加拿大全面经济贸易协定》（CETA）和《跨大西洋贸易与投资伙伴关系协定》（TTIP）的谈判。2016年，她作为报告员推动禁止涉及死刑、酷刑或其他虐待手段的特定商品贸易。随后，她通过修订两用物品法规，推动对网络监控技术实施更严格的出口管制。沙克还加强了对冲突地区文化遗产贸易的监管。  
沙克同时担任欧洲议会外交事务委员会（AFET）成员，致力于提升欧盟的全球影响力，重点关注欧盟睦邻政策（尤其是土耳其、伊朗、北非及中东地区）。在欧洲议会人权小组委员会（DROI）中，她推动人权议题，并为ALDE党团协调月度人权决议。
任期内，沙克积极倡导数字自由并将其纳入欧盟外交政策。她担任欧盟-美国关系代表团副主席，并参与欧盟-伊朗及阿拉伯半岛代表团工作。她推动完善欧洲数字单一市场和版权法改革，支持互联网开放治理及数字（人权）权利。
沙克发起成立“欧洲数字议程跨党派小组”，促进欧洲议会议员跨党派、跨国界合作以强化数字议程。2011年3月，欧洲议会通过沙克起草的《欧盟对外行动文化维度报告》。2012年12月，她撰写的《欧盟外交政策中的数字自由战略报告》获通过。2013年6月，其《全球新闻与媒体自由报告》通过。2014年4月，欧洲议会采纳其修正案，将网络中立原则写入欧盟电信立法。  
2017年，欧盟外交与安全政策高级代表费代丽卡·莫盖里尼任命沙克为欧盟肯尼亚选举观察团首席观察员。同年，她代表欧洲议会加入马达德基金董事会，该基金整合欧盟多机构资金以更有效援助叙利亚及周边国家。  
2017年，沙克被任命为网络空间稳定全球委员会成员，参与制定八项网络空间不侵略规范，直至2019年委员会任务结束。  
2018年9月，沙克宣布不寻求第三届任期且不参与2019年欧洲选举。此前她在六六民主党首轮初选中以45%得票率败于索菲·因特费尔德（55%）。

## 后期生涯
2020年9月25日，沙克被任命为独立监督组织“真正的Facebook监督委员会”25名成员之一，负责监督Facebook。2022年她加入总部位于布鲁塞尔的智库“国际未来世代中心”，担任技术治理高级研究员。 
2021年，沙克曾是联合国秘书长安东尼奥·古特雷斯首任“技术特使”的候选人，但最终该职位由智利外交官法布里齐奥·霍克希尔德·德拉蒙德（Fabrizio Hochschild Drummond）获得。2023年，古特雷斯任命沙克加入新成立的“人工智能咨询机构”，负责评估人工智能的风险、机遇及国际治理，该机构由卡梅·阿蒂加斯和詹姆斯·马尼卡共同主持。

## 其他活动
沙克（Schaake）担任多个无薪兼职职务，包括以下机构：  
- 人道主义对话中心（Centre for Humanitarian Dialogue），董事会成员（2021年起）[31]
- 欧洲对外关系委员会（ECFR），董事会受托人（2020年起）[32]
- 欧盟网络安全局（ENISA），咨询委员会成员
- 无国界记者（Reporters Without Borders），信息与民主工作组联合主席
- Reset（数字权利组织），咨询委员会成员
- IvIR法律与政策实验室，咨询委员会成员
- Access Now（数字权利组织），董事会成员
- 欧洲之友（Friends of Europe），董事会受托人
- 观察家研究基金会（Observer Research Foundation），全球董事会成员
- 跨大西洋选举诚信委员会（TCEI），成员（2018年起）[33]
- 全球网络空间稳定委员会，专员
- 查塔姆研究所民主与技术委员会，成员
- 民主设计联盟（Design 4 Democracy），咨询委员会成员
- 人道科技中心（Centre for Humane Technology），顾问
- 数字自由基金（Digital Freedom Fund），支持者
- 欧洲领导力网络（ELN），成员
- 克劳斯亲王基金（Prince Claus Fund），董事会成员
- Publeaks（荷兰公共泄密平台），咨询委员会成员
- 公共空间（Public Spaces），顾问委员会成员
- 跨大西洋内容审核与言论自由高级工作组（TWG），指导委员会成员
- 中东政策研究所（Tahrir Institute for Middle East Policy），顾问委员会成员
- 世界经济论坛（WEF），敏捷治理全球未来理事会联合主席
- 欧洲政策研究中心软件漏洞披露特别小组，主席（至2018年）
- 全球青年领袖（Young Global Leaders），2014届成员[14]
- 欧洲领导力网络（ELN），高级成员[34]

沙克还担任欧盟资助的研究项目“媒体、冲突与民主化”顾问委员会成员。2013年9月，她加入美国智库“新美国基金会”（New America Foundation）发起的“数字时代安全与自由跨大西洋对话”项目指导委员会。此前，她曾担任全球互联网治理委员会专员及佛兰德斯-荷兰文化机构“deBuren”董事会成员。所有兼职均为无薪职务。

## 选举历史
| 年份 | 选举机构   | 政党 | 政党       | 党内排名 | 得票数 | 选举结果 | 选举结果 | 参考   |
| 年份 | 选举机构   | 政党 | 政党       | 党内排名 | 得票数 | 政党席位 | 个人结果 | 参考   |
| ---- | ---------- | ---- | ---------- | -------- | ------ | -------- | -------- | ------ |
| 2014 | 欧洲议会   |      | 六六民主党 | 3        | 41,236 | 4        | 当选     | [ 35 ] |
| 2021 | 荷兰众议院 |      | 六六民主党 | 77       | 363    | 24       | 落选     | [ 36 ] |